# فص (تشريح)
في علم التشريح، الفص هو تقسيم أو امتداد تشريحي لـعضو في الجسم (مثل الدماغ أو الثدي أو الكلية) يمكن تحديده دون استخدام المجهر على مستوى التشريح الوصفي. وهو على عكس الفصيص الذي يكون تقسيمًا ظاهرًا يمكن رؤيته فقط في الأنسجة (histologically).
من الناحية العملية، يمكن أن يكون هذا القسم إلى حدٍ ما ذاتيًا. فعلى سبيل المثال، قد يصعب التمييز بدقةٍ بين قناة الفصوص وقناة الفصيصات. وعلاوة على ذلك, لم يُقبل هذا التمييز عالميًا بل إن بعض المصادر تصنّف الفصيص على أنه فص صغير.

## أمثلة على الفصوص/الفصيصات
- الفصوص الأربعة لـالقشرة المخية في الدماغ البشري
  - الفص الجبهي
  - الفص الجداري
  - الفص القذالي
  - الفص الصدغي
- الفصوص الثلاثة في المخيخ
  - الفص الندفي العقيدي
  - الفص الأمامي
  - الفص الخلفي
- شحمة الأذن
- فصوص الرئة
  - الرئة اليمنى: الفص العلوي، والفص الأوسط، والفص السفلي
  - الرئة اليسرى: الفص العلوي والفص السفلي
- الكبد
  - الفص الأيسر للكبد
  - الفص الأيمن للكبد
  - الفص المربعي للكبد
  - الفص المذنب الكبدي
  - الفصيص الكبدي
- الكلى
  - الفص الكلوي والفصيص القشري
- الفصيصات الخصوية